# Pârș de grădină asiatic
Pârșul de grădină asiatic (Eliomys melanurus) este o specie de rozătoare din familia pârșilor, Gliridae. Se găsește în Egipt, Irak, Israel, Iordania, Liban, Libia, Arabia Saudită, Siria și Turcia. Habitatele sale naturale sunt pădurile temperate, terenurile subtropicale sau tropicale cu arbuști, zonele cu arbuști specifici zonei mediteraneene, zonele stâncoase și grădinile. 
Este activ tot anul, dar poate intra în stare de toropeală. Dieta sa constă în principal în insecte, melci, chilopode și șopârle gecko, dar fiind omnivor se hrănește și cu materie vegetală. Este o specie comună, clasificată de Uniunea Internațională pentru Conservarea Naturii ca fiind neamenințată cu dispariția.

## Taxonomie
Această specie a fost descrisă pentru prima oară în 1840 de către zoologul german Johann Andreas Wagner, care a a plasat-o în genul Myoxus. A fost mai târziu transferată în genul Eliomys. Inițial, se credea că are un areal întins în vest până în Maroc, așa că specia a fost considerată un sinonim al pârșului de stejar (Eliomys quercinus). Mai recent, E. melanurus sensu lato a fost împărțită, populațiile vestice din Maroc, Algeria și Tunisia atribuindu-se speciei E. quercinus, în timp ce populațiile estice din Libia, Egipt, Arabia Saudită și Orientul Apropiat au fost atribuite speciei E. melanurus. De atunci încolo, populația nord-africană a speciei E. quercinus a fost recunoscută drept specie separată, Eliomys munbyanus.

## Descriere
Pârșul de grădină asiatic este o specie cu dimensiune medie cu o lungime a capului plus cea a trunchiului de 111–144 mm, iar cea a cozii de 100–136 mm. Blana din partea dorsală este moale, uneori lânoasă și cenușiu-gălbuie, brună-gălbuie sau brună-roșcată. Abdomenul și picioarele posterioare sunt albe sau crem, uneori cu nuanță de gri, și clar delimitate de părul de pe spate. Capul este mai palid la bot, dar în rest se potrivește cu coloritul de pe spate. Obrajii sunt crem și o dungă închisă la culoare trece printre ochi. Urechile sunt mari și ovale, iar în spatele acestora sunt câteva pete palide, de obicei greu de observat. Coada are fire de păr scurte lângă bază și fire de păr lungi lângă capăt; la rădăcina sa, și partea de sus și cea de jos se potrivesc cu coloritul dorsal, iar restul cozii este neagră, uneori cu puțin alb în vârf.

## Răspândire și habitat
Pârșul de grădină asiatic trăiește în Africa de Nord și în Orientul Apropiat. Arealul său se extinde în Egipt, Irak, Israel, Iordania, Liban, Libia, Arabia Saudită, Siria și partea de sud a Turciei. Habitatele potrivite pentru această specie includ dunele de coastă, podișurile nisipoase, stepele aride, terenurile cu arbuști, pădurile uscate și subtropicale, versanții, zonele stâncoase și falezele de calcar. Uneori, unii indivizi sunt găsiți în grădini, ocazional în case, iar unul a fost găsit într-un cort de beduini.

## Comportament și reproducere
Acest pârș este preponderent nocturn, care se hrănește atât pe sol, cât și în copaci. Se hrănește cu insecte și alte nevertebrate, dar și cu vertebrate mici. Este activ tot anul, dar uneori poate intra într-o stare de toropeală, care poate dura câteva zile; rata metabolică bazală este relativ lentă, iar starea de toropeală ajută animalul să își conserve energia. Se cunosc puține despre comportamentul său social, dar există mărturii că indivizii capturați în sălbăticie sunt foarte agresivi. Reproducerea are loc primăvara și perioada de gestație este 22 de zile. Rânduri de pui înregistrate constau în jurul a trei pui. Rămășițe scheletice de pârși de grădină asiatici au fost găsite în cocoloașe regurgitate de strigi și de ciufi de pădure. Dieta pârșului de grădină asiatic constă în principal în insecte, melci, chilopode și șopârle gecko, dar fiind omnivor se hrănește și cu materie vegetală.

## Stare de conservare
Pârșul de grădină este o specie comună cu un areal larg. Nu au fost identificate amenințări deosebite pentru această specie, așa că Uniunea Internațională pentru Conservarea Naturii a clasificat-o ca fiind neamenințată cu dispariția.